# Miroculis caparaoensis
Miroculis caparaoensis is een haft uit de familie Leptophlebiidae. De wetenschappelijke naam van de soort is voor het eerst geldig gepubliceerd in 2011 door Salles & Lima.
De soort komt voor in het Neotropisch gebied.